# Kamenec

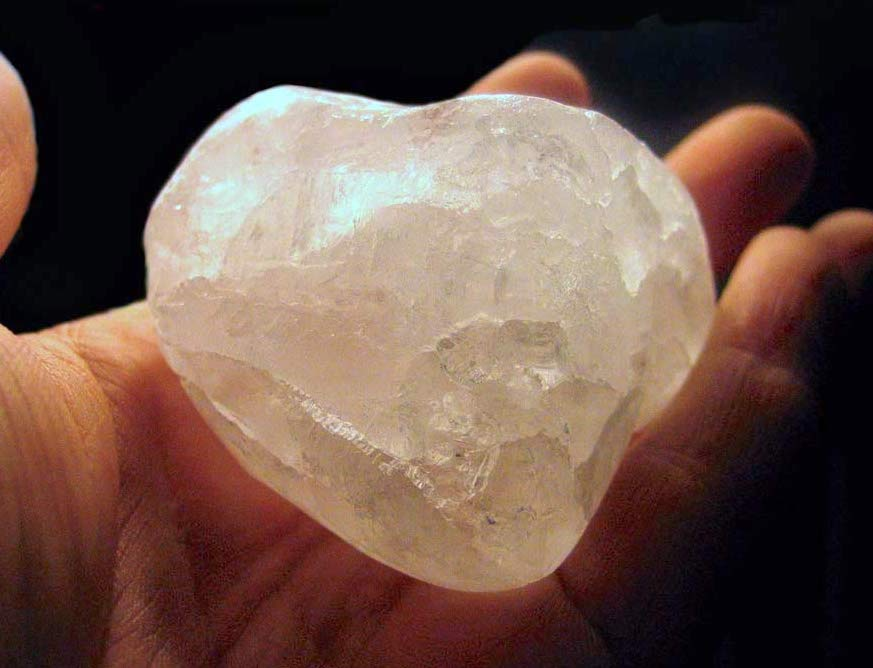
Krystal kamence

Kamenec je označení pro podvojné soli kyseliny sírové. Jsou to látky, jejichž obecný chemický vzorec má tvar
M +
2 SO4 · M 3+
2 (SO4)3 · 24H2O
někdy zapisovaný ve tvaru
M+M3+(SO4)2 · 12H2O
kde:
- M+ označuje alkalické kovy (lithium, sodík, draslík, rubidium, cesium) nebo NH4+ (amonný iont)
- M3+ označuje trojmocný kovový kationt, nejčastěji hliník, chrom nebo železo.

## Druhy kamenců

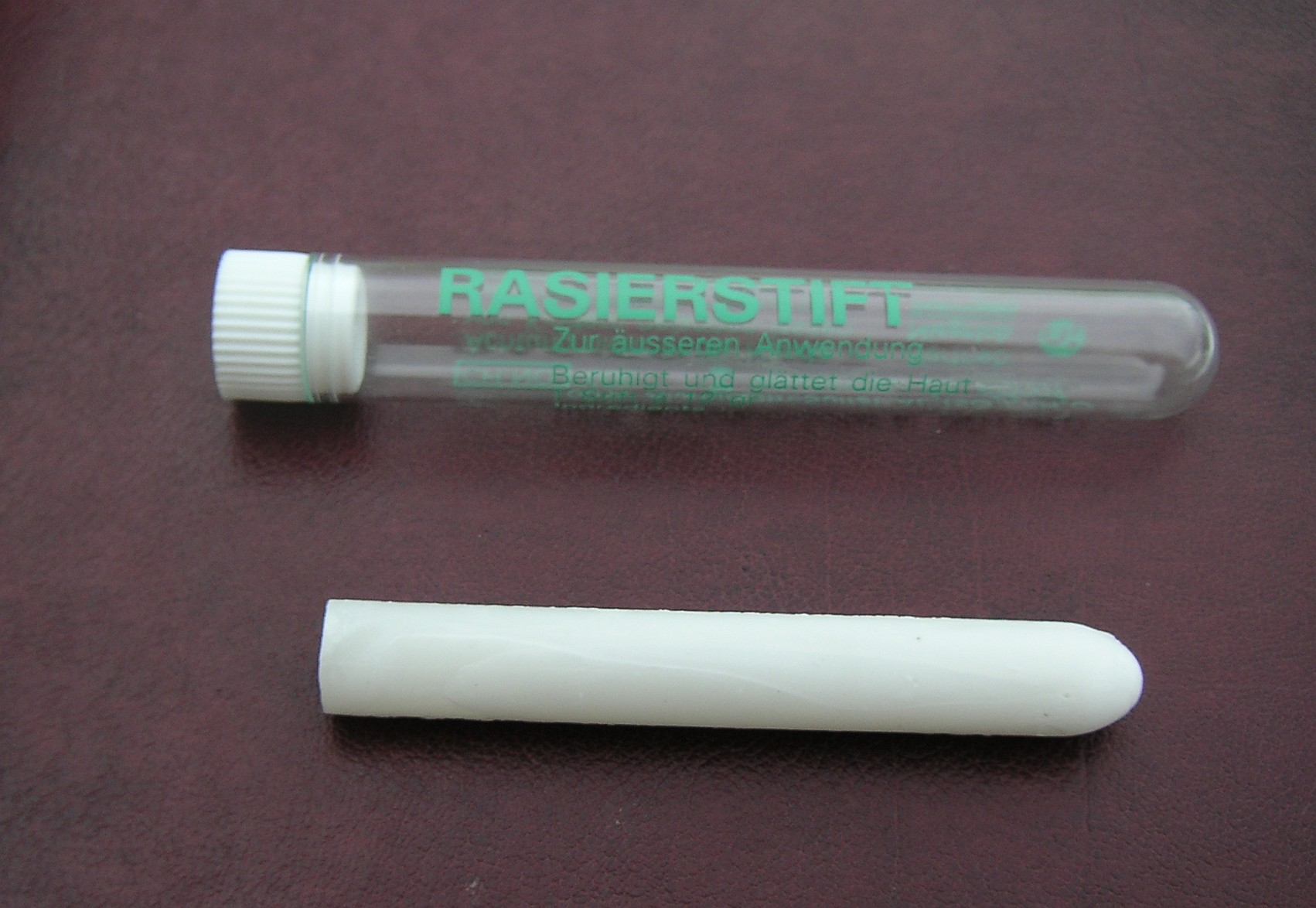
Kamenec na ošetření poraněné pokožky při holení

- kamenec amonno-hlinitý – NH4Al(SO4)2 · 12H2O (Ammonium alum, ammonium aluminium sulfate síran amonno-hlinitý) Jedná se o syntetickou sloučeninu, která je průmyslově vytvořená člověkem.
- kamenec draselno-hlinitý – KAl(SO4)2 · 12H2O (Potassium alum, resp. potassium aluminium sulfate, síran draselno-hlinitý) Přírodní solný krystal, který se nachází v zemské kůře. Vzniká zvětráváním žulových skal v teplém a vlhkém prostředí. V ájurvédě a čínské medicíně se využívá nejen z vnějšku, ale také vnitřně.
- kamenec draselno-chromitý – KCr(SO4)2 · 12H2O
- kamenec amonno-železitý - NH4Fe(SO4)2 · 12H2O (barevný indikátor v argentometrii a merkurimetrii)

## Využití
- Kamenec draselno-hlinitý (alunit) se využívá především jako antiperspirant a pro zastavení drobného krvácení.
- Některé kamence se používají k přípravě fotografických chemikálií.
- Hlinitý kamenec se používá k vyčiňování kůží a kožešin.